# Eupithecia procera
Eupithecia procera là một loài bướm đêm trong họ Geometridae.